# Тавара, Мати
Мати Тавара (яп. 俵 万智 Тавара Мати, род. 31 декабря 1962 года) — японская поэтесса и переводчица. Автор поэтических сборников в жанре танка и переводов с классического японского языка на современный.

## Биография
Родилась в префектуре Осака, в 14 лет переехала в префектуру Фукуи. Окончила Университет Васэда в 1987 году по специальности «литература Японии». Начала писать танки под влиянием своего учителя, Юкицуна Сасаки. После окончания учёбы преподавала в Старшей школе Хасимото в Канагаве до 1989 года.
Сборник 50 танка «Августовское утро» (яп. 八月の朝 хатигацу но аса) получил 32-ю премию танка издательства Кадокава (яп. 角川短歌賞 кадокава танка сё:). Соединив «Августвовское утро» и другие свои небольшие сборники, Тавара опубликовала первое крупное собрание своих сочинений «Именины салата» в 1987 году, ставшее бестселлером: по состоянию на 2006 год было продано более 6 млн экземпляров, включая переводные. «Именины салата» получили 32-ю Награду Общества современных поэтов Японии (яп. 現代歌人協会賞). Помимо этого она создала современные японские переводы Манъёсю, Такэтори-моногатари и других классических произведений.
«Именины салата», где любовная связь описывается без часто встречающейся в литературе экзистенциальной тревоги, вызвали всплеск популярности жанра танка в Японии, сравнимый с «бананаманией», которую начал выход первой книги Бананы Ёсимото. Тавара стала знаменитой, её начали приглашать быть ведущей в телешоу и программах на радио, где она хвалила танку и приглашала всех желающих попробовать силы в этом жанре. Через некоторое время Тавара опубликовала сборник стихотворений, выбрав лучшие из присланных ей.
Второй крупный сборник Тавары, «Свежесорванное танка» вышел в 1989 году и содержит танки, разбитые на строки. Сборник 1997 года «Шоколадная революция» также стал бестселлером.
Тавару называют ведущей поэтессой танка. Популярность Тавары обусловлена её поэтическим талантом; она легко выражает актуальные темы в классической стихотворной форме и классических же языковых оборотах. В отличие от более ранних произведений, танки Тавары написаны в более лёгком настроении, а универсальность поднимаемых в нём вопросов увеличивает количество любителей творчества поэтессы.

## Личная жизнь
В 2004 году Тавара родила сына, которого воспитывает одна.

## Избранная библиография
- «Именины салата» (яп. サラダ記念日 сарада кинэмби), 1987
- «Свежесорванное танка» (яп. とれたての短歌です торэтатэ но танка дэсу), 1989
- «У ветра на ладони» (яп. かぜのてのひら кадзэ но тэ но хира), 1991
- «Шоколадная революция» (яп. チョコレート革命 тёкорэ:то какумэй), 1997